# La célula que explota
«La célula que explota» (en inglés: The Cell that explodes) una canción de Caifanes y segundo sencillo lanzado en 1990 en el disco Caifanes Volumen II, como el track N.º 7.
«La célula que explota» es considerada como una de las mejores canciones del rock mexicano, incluso hay críticos que opinan que es una de las mejores baladas de la historia mexicana.[cita requerida]
Igualmente, esta canción es calificada como la más conocida, emblemática, popular y famosa, y como la obra maestra del grupo. Ocupó el octavo puesto de la lista de las 500 mejores canciones del rock iberoamericano confeccionada por la revista Al Borde en 2006.
El tema, junto a «Afuera», «No dejes que...», «Viento» y «La negra Tomasa», son los clásicos más importantes de Caifanes. Saúl Hernández es acreditado como el principal compositor.

## Video
Cuenta con un video musical dirigido por Juan Carlos Colín. Fue rodado en la "Ex Hacienda San Antonio Xala", ubicada a 25 kilómetros de Pachuca hacia Ciudad Sahagún, en el estado de Hidalgo.
El video fácilmente puede dividirse en dos partes:
En la primera parte, aparecen los cinco miembros de la banda vestidos con gabardinas largas (a excepción de André, puesto que él viste con una chamarra de cuero negra), en un campo rodeado de cactus y arbustos secos. En esta parte, la mayoría de la tomas son en blanco y negro, excepto en aquellas donde Saúl aparece solo cantando los versos de la canción mientras toma un ramo de rosas, junto a un agave y otras donde los miembros salen, tocando sus instrumentos, afuera de una de las construcciones de la Hacienda.
La segunda parte inicia cuando la canción acelera su ritmo, justo en la mitad. Aquí es donde los miembros abandonan las gabardinas y aparecen con ropa casual negra tocando sus instrumentos, en una habitación cerrada con las paredes pintadas con murales. 
A partir del solo de trompeta que caracteriza a la canción, las tomas en blanco y negro vuelven, donde nuevamente los miembros regresan a sus gabardinas. Diego (el tecladista y saxofonista de la banda) protagoniza el clímax de la canción y el video tocando la trompeta sobre un campo rodeado de piedras. En el final, los cinco miembros abandonan el campo seco; una toma donde Caifanes aparece junto a sus instrumentos afuera de la mencionada construcción de la Hacienda y donde en la parte inferior puede notarse parte del arte de la portada del álbum El diablito finaliza el video.

## Música, letra y caracterización

### Emblema
Esta canción es una balada rock que se caracteriza por tener sonidos de trompeta al final, por lo que se convirtió en el primer «mariachi rock».
Muchos consideran que lo especial de la canción radica en su letra y no en la música, sin embargo en su versión remasterizada tocada durante los conciertos del reencuentro de Caifanes, la música sube de tono y da una sensación que va muy de acuerdo a la letra.

### Letra
La letra, a primera impresión, retrata a una pareja en búsqueda de la realización de sus metas y de su amor en conjunto, pero el protagonista de la letra no se atreve a hacerlo.
También habla sobre el deseo de alejarse y terminar la relación, pero no toma la decisión de efectuarlo:

"Hay veces que no tengo ganas de verte,
hay veces que no quiero ni tocarte.
Hay veces que quisiera ahogarte en un grito,
 y olvidarme de esa imagen tuya, pero no me atrevo."

Sin embargo, declara que ambos son una pareja con altos y bajos, y que solo juntos son una célula que explota, una mancuerna difícil de disolver:

"Somos como gatos en celo,
somos una célula que explota
y esa no la paras, no,
no la paras, no, no, no."

## Lista de canciones
Vinyl promocional de 12 pulgadas, edición especial y limitada, México 

| N.º | Título                  | Duración |  |
| 1.  | «La célula que explota» | 3:33     |  |

## Otras versiones
- El grupo mexicano Pxndx hizo un cover de la canción en un concierto tributo a Caifanes. También existe una versión que fue incluida en el álbum Nos Vamos Juntos – Un Tributo a las Canciones de Caifanes y Jaguares, lanzado en 2010.

- Jaguares incluyó en Bajo el azul de tu misterio una versión del tema en vivo en un tour de 1999, parecida a la original, en el Disco 1 del álbum; también incluyó una versión de estudio en el disco El primer instinto, lanzado en 2002, en la que es interpretada con mariachi.

- El grupo de Synth-pop mexicano Moenia lanzó un cover del tema el cual se incluye en su álbum del 2023 Stereo Hits Vol. 2.

## Músicos
Caifanes
- Saúl Hernández - Voz y guitarra acústica
- Alfonso André - Batería y percusiones
- Sabo Romo - Bajo eléctrico
- Diego Herrera - Teclados
- Alejandro Marcovich - Guitarra eléctrica

Colaboradores
- Randy Brecker - Trompeta